# Церковь Святого Николая (Лозоватка)
Церковь Святого Николая или Свято-Никольский храм — православный храм в селе Лозоватка Днепропетровской области, в 17 км от города Кривой Рог. Построен в конце XIX века и освящён во имя Святого Николая. Принадлежит Украинской православной церкви Московского патриархата. Одно из старейших культовых сооружений на Криворожье.

## История
В мае 1897 года произошло первое богослужение в храме.
22 мая 1997 года духовенство, верующие и общественность торжественно отметили 100-летие учреждения Свято-Николаевской церкви.